# لطف‌الله نبوی
لطف‌الله نبوی منطق‌دان ایرانی و استاد تمام گروه فلسفه دانشگاه تربیت مدرس است. وی در سال ۱۳۳۶ در سمنان به دنیا آمد.

## تحصیلات
- لیسانس: اقتصاد نظری، دانشگاه تهران، ایران، ۱۳۵۸
- فوق لیسانس: فلسفه، دانشگاه تربیت‌مدرس، ایران، ۱۳۶۵
- دکتری: فلسفه، منطق، دانشگاه تربیت مدرس، ایران، ۱۳۷۴